# Martin Bischof
Martin Bischof (1991) è un ex sciatore alpino austriaco.

## Biografia
Originario di Au e attivo in gare FIS dal dicembre del 2006, in Coppa Europa Bischof ha esordito il 18 gennaio 2010 a Kirchberg in Tirol in slalom speciale, senza completare la prova, ha conquistato il suo unico podio il 21 dicembre 2011 a San Vigilio/Plan de Corones in slalom parallelo (3º) e ha disputato l'ultima gara l'11 marzo 2013, lo slalom speciale di Kranjska Gora che non ha completato. Si è ritirato al termine della stagione 2012-2013 e la sua ultima gara è stata uno slalom speciale FIS disputato il 14 aprile a Hochfügen, chiuso da Bischof al 4º posto; non ha debuttato in Coppa del Mondo né preso parte a rassegne olimpiche o iridate.

## Palmarès

### Coppa Europa
- Miglior piazzamento in classifica generale: 95º nel 2013
- 1 podio:
  - 1 terzo posto